# Derbforgaill (mitologia)
Derbforgaill è un personaggio femminile del Ciclo dell'Ulster nella mitologia irlandese. Principessa di Lochlainn, la mitica terra dei nemici d'Irlanda, in genere identificata con la Norvegia o comunque con la Scandinavia, si innamora dell'eroe dell'Ulster, Cú Chulainn, pur non avendolo mai visto, quando ne sente narrare le imprese. Parte allora con una serva in cerca dell'eroe e per trovarlo le due si trasformano in cigni. Quando Cú Chulainn le avvista cerca di abbattere uno dei cigni con una pietra, ma la bestia ferita, una volta a terra, si rivela essere la principessa Derbforgaill. Per salvarle la vita l'eroe le succhia la pietra fuori dalla ferita, ma avendo assaggiato il suo sangue non può più sposarla o avere con lei rapporti carnali (perché nei tempi antichi la commistione del sangue creava un legame di parentela; non si potevano quindi avere rapporti sessuali con persone che rientrassero tra i nostri parenti, o si sarebbe peccato d'incesto). Così Cú Chulainn decide di affidare Derbforgaill al suo fratello adottivo (in altre versioni: figlio adottivo) Lugaid Riab nDerg. Il loro matrimonio è felice, ma la donna è destinata ad una fine orrenda. Un giorno le altre donne la sfidano a mettere alla prova la sua sensualità in una gara a chi orina più lontano attraverso un mucchio di neve. La vittoria le sarà fatale: le sue rivali, furiose, l'assaliranno e mutileranno per gelosia, uccidendola. Cú Chulainn si prenderà una vendetta, uccidendone 150, ma Lugaid rimasto vedovo morirà di crepacuore.